# RedTube
RedTube ist ein Videoportal, das pornographische Inhalte anbietet. In der Rangliste von Alexa.com belegte die Website zeitweise einen Platz unter den 100 weltweit am häufigsten aufgerufenen Websites. Der Abruf des Videomaterials und das Anlegen eines Accounts sind kostenlos. Mit einem Account können Filme hochgeladen werden, die nach einer redaktionellen Prüfung freigeschaltet werden. Eigentümer ist das kanadische IT-Unternehmen Aylo.

## Internetsperren gegen RedTube
Die Website wurde 2009 in Sri Lanka als eine von zwölf Internetseiten blockiert, die laut einem Gerichtsurteil Pornographie mit sri-lankischen Frauen und/oder Kindern zeigten.
Im September 2013 wurde RedTube von Roskomnadsor, dem russischen Staatsdienst für die Aufsicht von Kommunikation, Informationstechnologie und Massenmedien, blockiert.

## Abmahnwelle in Deutschland 2013
Das Portal geriet im Dezember 2013 in den Fokus des öffentlichen Interesses, nachdem die Regensburger Rechtsanwaltskanzlei Urmann + Collegen im Auftrag von The Archive AG zehntausende Benutzer wegen behaupteter Urheberrechtsverletzungen an sechs Pornofilmen abgemahnt hatte. Die Abmahnungen enthielten neben einer vom Abgemahnten zu unterzeichnenden Unterlassungserklärung eine Kostennote in Höhe von 250,00 €. Dies geschah ohne vorherige Absprache mit RedTube. Im Dezember 2015 urteilte das Amtsgericht Regensburg, dass es sich bei den Abmahnungen um eine „vorsätzlich begangene unerlaubte Handlung“ gehandelt habe.